# Chaetonotus laroides
Chaetonotus laroides is een buikharige uit de familie Chaetonotidae. De wetenschappelijke naam van de soort werd in 1910 voor het eerst geldig gepubliceerd door Marcolongo. De soort wordt in het ondergeslacht Chaetonotus geplaatst.